# Jubilarens Drøm
Jubilarens Drøm er en dansk animationsfilm fra 1943 instrueret af Kjeld Simonsen.

## Handling
Denne artikel mangler et handlingsreferat. Hjælp os med at skrive det.